# Strage di Erba
La strage di Erba è un caso di omicidio plurimo avvenuto a Erba, in provincia di Como, l'11 dicembre 2006.
La strage fu compiuta dai coniugi Olindo Romano (Albaredo per San Marco, 10 febbraio 1962) e Rosa Angela Bazzi (Erba, 12 settembre 1963), che uccisero a colpi di coltello e spranga Raffaella Castagna (Erba, 21 agosto 1976) suo figlio Youssef Marzouk (Erba, 9 settembre 2004), la madre Paola Galli (Erba, 26 gennaio 1949) e infine la vicina di casa Valeria Cherubini (Montorfano, 9 agosto 1951). Il marito di quest'ultima, Mario Frigerio (Montorfano, 29 giugno 1941 – Como, 16 settembre 2014), colpito con un fendente alla gola e creduto morto dagli assalitori, riuscì a salvarsi grazie ad una malformazione congenita alla carotide che gli evitò la morte per dissanguamento. La strage avvenne nell'abitazione di Raffaella Castagna, in una corte ristrutturata nel centro della cittadina. L'appartamento fu dato alle fiamme subito dopo l'esecuzione del delitto.
Il 3 maggio 2011, la Corte suprema di cassazione rigettò i ricorsi proposti, rendendo definitiva la sentenza d'appello che riconobbe come autori della strage i coniugi Romano, già condannati all'ergastolo in primo grado.

## Il delitto
La sera dell'11 dicembre 2006, verso le 20:20, al numero 25 di via Armando Diaz a Erba, divampò un incendio all'interno di uno degli appartamenti di una delle palazzine che la compongono, noto come condominio del Ghiaccio. Due vicini di casa, uno dei quali era un pompiere volontario, entrarono per primi nell'edificio; a ridosso del pianerottolo trovarono un uomo ferito, il sessantacinquenne Mario Frigerio, e lo trascinarono per le caviglie lontano dal fuoco. Entrando nell'abitazione, i soccorritori trovarono il corpo senza vita e in fiamme di Raffaella Castagna, trentenne impiegata part-time in una comunità di assistenza per disabili. Riuscirono a trasportare anch'esso sul pianerottolo e cercarono poi di assistere il ferito Frigerio. 
Ad un certo punto i soccorritori sentirono risuonare le invocazioni di aiuto di una donna e Frigerio riuscì a comunicare con un filo di voce al soccorritore Ballabio che al piano superiore si trovava la moglie; tuttavia, a causa del fumo, i presenti furono costretti ad abbandonare l'edificio. Successivamente arrivarono i vigili del fuoco, che domarono l'incendio e rinvennero altri tre corpi senza vita, appartenenti a Paola Galli, cinquantasettenne casalinga madre di Raffaella; Youssef Marzouk, giovane figlio della donna e Valeria Cherubini, cinquantacinquenne moglie di Frigerio. 
Le indagini riportarono le cause della morte: Raffaella Castagna, sorpresa nel corridoio davanti alla porta di casa, fu colpita ripetutamente con una spranga, accoltellata dodici volte e infine sgozzata, morendo a causa delle lesioni alla testa (frattura del cranio) dovute ai colpi di spranga; Paola Galli fu aggredita nel corridoio di casa e attinta da sei coltellate e sei sprangate (colpi lesivi al cranio); Youssef Marzouk morì sul divano del soggiorno per dissanguamento dopo aver ricevuto due ferite da arma da taglio di cui una mortale alla gola che recise l'arteria carotide. Per nascondere le tracce del delitto, l'appartamento venne dato alle fiamme, ma il fumo che si sviluppò all'interno costrinse gli aggressori a fuggire dall'abitazione verso le scale condominiali dalle quali stavano scendendo i coniugi Frigerio-Cherubini, che furono attirati verso l'appartamento Castagna proprio dal fumo che stava fuoriuscendo da sotto la porta. Valeria Cherubini fu rinvenuta nel suo appartamento che era collocato nel sottotetto: dopo essere accorsa al piano inferiore, sulle scale condominiali ebbe una prolungata colluttazione con chi l'aggrediva e venne ferita gravemente da trentaquattro coltellate e otto colpi di spranga; quest'ultimi però non risultarono  così lesivi come per Castagna e Galli, permettendole di risalire al piano superiore. Ancora viva all'arrivo dei primi soccorsi portati dai vicini cercò di attirare la loro attenzione con invocazioni di aiuto, ma i soccorritori non poterono intervenire a causa del fumo che saliva proveniente dall'incendio dell'abitazione Castagna; poi decedette, insieme al cane di famiglia, a causa dell'inalazione del monossido di carbonio, concentratosi nella sua abitazione. Frigerio fu a sua volta vittima di aggressione sulle scale condominiali, venendo percosso e accoltellato alla gola, ma riuscì a sopravvivere grazie a una malformazione congenita della carotide che lo preservò da un dissanguamento mortale.
I rilievi evidenziarono che gli aggressori furono due, uno dei quali mancino, armati di due coltelli a lama corta e lunga, nonché di una spranga.

## Indagini

### Azouz Marzouk
Le indagini inizialmente si concentrarono su Azouz Marzouk, nativo di Zaghouan (Tunisia), marito di Raffaella Castagna e padre di Youssef. Marzouk, che secondo la stampa aveva precedenti penali per spaccio di droga ed era uscito dal carcere grazie all'indulto del 2006, al momento dei fatti era in Tunisia in visita ai genitori; rientrato precipitosamente in Italia, venne interrogato dai carabinieri. Gli inquirenti confermarono il suo alibi e iniziarono a sospettare di un regolamento di conti compiuto contro di lui.

### Olindo Romano e Rosa Bazzi
Tra le altre piste seguite venne subito notato il comportamento anomalo di due vicini di casa di Raffaella Castagna, che in passato ebbero contenziosi legali con lei. Nonostante gli sconcertanti fatti accaduti, già dalle prime ore dopo gli omicidi i coniugi Romano si dimostrarono disinteressati agli eventi e, diversamente dagli altri abitanti della corte e dei condomini, non chiesero rassicurazioni alle forze dell'ordine. Questi sospetti portarono gli inquirenti a sequestrare alcuni indumenti dei coniugi e a mettere sotto controllo l'abitazione e l'automobile. Già nella prima notte dopo la strage, altri fatti destarono l'attenzione degli inquirenti: entrambi presentarono delle ferite (il marito un'ecchimosi alla mano e una all'avambraccio, la moglie una ferita già rimarginata ad un dito). Inoltre, alle domande di rito poste subito dopo la strage, i due mostrarono uno scontrino del McDonald's: ciò risultò alquanto sospetto, poiché si evinse un tentativo immediato di apparire estranei alla vicenda, quando i carabinieri non avevano posto alcuna domanda al riguardo.
Le intercettazioni ambientali rafforzarono i sospetti dato che, mentre tutta la nazione si interessava a quanto accaduto, i coniugi Romano non affrontavano mai l'argomento nelle loro chiacchierate. Pertanto, il 26 dicembre vennero disposti accertamenti tecnici urgenti sulla loro automobile, che portarono gli inquirenti a scoprire sul battitacco del guidatore una traccia di natura ematica attribuita a Valeria Cherubini e non compromessa. Fu l'unico residuo ematico trovato nell'intera auto, nei vestiti, nell'abitazione e negli effetti personali dei Romano: la difesa avrebbe poi sostenuto che si era trattata di contaminazione, mentre per l'accusa fu l'unico errore dell'accurata pulizia messa in atto dai coniugi.
I coniugi vennero fermati l'8 gennaio 2007 e arrestati, dopo un lungo interrogatorio, il giorno seguente. Vennero descritti come due persone molto chiuse ed isolate, morbosamente attaccati l'uno all'altra. Durante le indagini, alcuni familiari di Rosa Bazzi affermarono che la donna avrebbe subito violenza sessuale da parte di un conoscente (forse addirittura di un parente) all'età di dieci anni, peraltro senza mai ricevere alcun genere di assistenza o sostegno a seguito di ciò. Indagando nel passato di Olindo Romano invece, emerse una querela sporta contro di lui dal padre e dal fratello all'inizio degli anni ottanta, a seguito di una rissa per motivi familiari. Di fatto, all'epoca dell'arresto, Romano e Bazzi avevano interrotto ormai da anni qualsiasi rapporto persino con i più stretti familiari; una psichiatra, consulente della difesa, affermò poi che fu opportuno valutare il quoziente intellettivo della Bazzi, al fine di stabilirne la capacità di intendere e volere.
Romano venne accusato di omicidio plurimo pluriaggravato, la moglie di concorso. Furono poi i rilievi dei RIS a indicare la presenza di una seconda persona nella strage, mancina come Bazzi.
Gli inquirenti risalirono ai frequenti diverbi esistenti fra i Romano e Raffaella Castagna, sfociate anche in una lite la notte di Capodanno del 2005 e in una causa civile fra le parti, che avrebbe dovuto svolgersi due giorni dopo la strage: in quell'occasione, i coniugi Romano avrebbero aggredito e percosso la Castagna, che avrebbe sporto denuncia contro di loro per ingiurie e lesioni dopo un diverbio scoppiato quella sera, pur offrendosi di ritirarla in cambio di un risarcimento in denaro. L'episodio, comunque, fu solo l'ultimo di una lunga lista di ostilità e sgarbi tra inquilini, frequentemente sfociati in diverbi e litigi. I coniugi ribadirono la loro innocenza e dichiararono di aver trascorso la serata in un McDonald's di Como, di cui conservarono anche lo scontrino, il cui orario è però due ore avanti rispetto alla strage e al consueto orario di cena dei due. Gli inquirenti sospettarono subito un tentativo maldestro dei coniugi di procurarsi un alibi.
Il 10 gennaio 2007, davanti ai magistrati, i Romano ammisero, addossandosi separatamente l'intera responsabilità, di essere gli esecutori della strage, descrivendone con minuzia i singoli atti, il tipo di ferite, le posizioni dei corpi delle vittime il tipo di armi usate; la confessione venne ribadita in sede di convalida di fermo al GIP e decisivi furono ritenuti i particolari descritti poiché conoscibili solo da chi aveva vissuto la scena del delitto. In particolare la posizione iniziale dei corpi delle vittime al termine dell'assalto (e quindi diversa da quella finale nella foto delle salme sul pianerottolo), poi confermata dalle indagini scientifiche, poteva essere conosciuta solo dagli autori materiali. Contro di loro anche la testimonianza di Mario Frigerio, unico sopravvissuto.

## I processi

### Udienze preliminari
Il 10 ottobre successivo, di fronte al GUP che doveva decidere se aprire o meno il processo, Olindo dichiarò di essere innocente e ritrattò la sua confessione. Anche la moglie Rosa ritirerà le sue dichiarazioni. I parenti delle vittime insorsero in aula, il giudice fu costretto a sospendere la seduta. Azouz Marzouk chiese la pena di morte per i due imputati, pur non essendo prevista nell'ordinamento italiano. L'accusa, rappresentata dal PM Massimo Astori, considerò le ritrattazioni dei Romano come una semplice variazione della strategia difensiva.
Il 12 ottobre Olindo Romano e Rosa Bazzi furono rinviati a giudizio.

### Primo grado
La prima udienza si tenne il 29 gennaio 2008; nel corso delle udienze, i coniugi Romano passarono il tempo scambiandosi effusioni e ridacchiando tra loro, persino durante la proiezione in aula delle fotografie del cadavere del piccolo Youssef.
Il 18 febbraio 2008 Olindo accusò i carabinieri che l'avevano interrogato di avergli fatto il lavaggio del cervello e di averlo convinto a confessare, promettendogli in cambio pochi anni di carcere e l'immediata liberazione della moglie Rosa. Negli stessi giorni, i loro vicini di casa testimoniarono davanti alla Corte che i Romano avevano creato un clima di terrore nel condominio con liti furiose, minacce verbali, lanci di vasi nei terrazzi altrui, lettere di avvocati; più volte le forze dell'ordine erano dovute intervenire e diversi inquilini dello stabile avevano preferito trasferirsi altrove per evitare ulteriori litigi. Una vicina racconterà che, poco tempo prima della strage, Olindo Romano le aveva consegnato una mole di pagine manoscritte contenenti la loro versione delle liti con Raffaella Castagna e la sua famiglia, chiedendole il favore di dattiloscriverle per lui. La difesa tentò di sostenere, senza pur tuttavia dimostrarlo, che lo stesso giorno della strage un estraneo era presente nella casa di Raffaella Castagna.

#### Testimonianza di Mario Frigerio
Mentre in un primo momento, dal letto di ospedale, Mario Frigerio indicò nel suo assalitore una persona sconosciuta, di carnagione olivastra, durante il procedimento questi depose in qualità di unico testimone oculare riconoscendo in Olindo Romano il proprio aggressore.
Nell'aula, nel dibattimento, si verificarono tensioni fra accusa e difesa, in particolare durante il controinterrogatorio di Frigerio da parte degli avvocati dei Romano: dopo alcune insistenti domande dei difensori che tentarono di metterne in dubbio la credibilità e di dipingerlo come un teste falso, Frigerio si rivolse loro esclamando "vergognatevi!" ed apostrofando come "assassino" Olindo Romano; il giudice sospese l'udienza.

#### Ulteriori ritrattazioni dei Romano
Il 28 febbraio 2008 Olindo Romano rilasciò una seconda dichiarazione spontanea, insistendo sul presunto lavaggio del cervello da lui ipotizzato e dichiarando di essere stato "trattato come una bestia" nel carcere di Como; chiese di non venire separato dalla moglie. Le testimonianze dei carabinieri che lo hanno interrogato - e confermate dall'ascolto delle registrazioni effettuate - rivelarono invece che Olindo e Rosa confessarono, dicendo loro di volersi liberare la coscienza. La moglie, che doveva anch'ella rilasciare dichiarazioni, rinunciò perché, secondo i legali, profondamente colpita dalle accuse rivoltele da Frigerio. Rosa parlerà al processo, nella successiva udienza del 3 marzo 2008: nella sua deposizione dichiarerà di aver confessato dietro la promessa degli arresti domiciliari. Inoltre affermò di non essere mai salita nella casa di Raffaella Castagna e smentì di aver mai avuto diverbi con lei, sostenendo anzi che aveva cercato di aiutarla, quando aveva bisogno, circostanza smentita anche da alcuni amici della Castagna, che riferirono anche che Raffaella aveva raccontato loro di un pedinamento da parte dei coniugi Romano persino pochi giorni prima della strage; i coniugi smentirono di averla voluta pedinare, ma l'accusa usò poi questo avvenimento come la prova dell'inizio di un'escalation intimidatoria nei confronti della Castagna.
Il 31 marzo 2008 la difesa, invocando il cosiddetto legittimo sospetto, chiese di spostare il processo lontano da Como perché i media locali avrebbero avuto un atteggiamento ostile nei confronti degli imputati. L'istanza fu respinta. Il 2 aprile 2008 venne fatta ascoltare in aula la prima dichiarazione di Mario Frigerio, che, pur gravemente ferito, descrisse con precisione la dinamica della strage. Venne interpretata come una conferma della colpevolezza dei Romano. La difesa, allora, chiese la ricusazione dei giudici, sostenendo che avessero posizioni pregiudiziali nei confronti degli imputati. Il processo fu nuovamente sospeso.
Il 17 novembre 2008 la Corte suprema di cassazione ha poi respinto la ricusazione dei giudici. Il processo riprese con la requisitoria del pubblico ministero; il magistrato ripercorse tutte le tappe della vicenda descrivendolo come un "viaggio dell'orrore". Vennero esibite le prove contro i Romano, a partire dalle tracce di sangue con il DNA di una delle vittime. Al termine della requisitoria, Astori chiese il massimo della pena per i due coniugi: ergastolo senza attenuanti con l'isolamento diurno per tre anni. Per il PM, la strage di Erba è stato uno dei crimini più atroci della storia d'Italia.
Il 19 novembre 2008 Olindo rilasciò la sua terza dichiarazione spontanea, sostenendo di aver recitato fino a quel momento la parte del mostro, e che in questa recita rientravano la confessione rilasciata a uno psichiatra e le frasi lasciate appositamente su una Bibbia in suo possesso, contenenti ingiurie ed invettive contro le vittime, dichiarazioni d'amore alla moglie e poesie. Le parti civili chiesero complessivamente 8 000 000 € come risarcimento.

#### Sentenza
In seguito Olindo rilasciò la quarta dichiarazione spontanea, ribadì la sua innocenza e quella della moglie ed espresse cordoglio per i familiari delle vittime.
La Corte d'assise di Como emise il 26 novembre 2008 la sentenza di primo grado: i coniugi Romano vennero condannati all'ergastolo con l'isolamento diurno per tre anni. La Corte inoltre stabilì come risarcimento una quota di 500 000 € per i Frigerio, 60 000 € a Marzouk e 20 000 € per i suoi genitori residenti in Tunisia.

### Secondo grado e ricorso
Il 20 aprile 2010 la Corte d'assise d'appello di Milano confermò poi l'ergastolo ai coniugi Rosa Bazzi e Olindo Romano, con la misura afflittiva supplementare dell'isolamento diurno per tre anni, il massimo consentito dalla legge.

## Cassazione
Avverso la sentenza vennero proposti due ricorsi per cassazione, uno dei quali articolato su 40 motivi di legittimità; la Suprema corte lo presenta come effetto di «un'operazione di vivisezione della vicenda processuale, cosicché ogni singolo passaggio del processo è stato ritenuto viziato, talora sotto più profili». Il 3 maggio 2011 la sentenza sancì il rigetto dei ricorsi.
Il procuratore generale presso la Corte aveva chiesto la conferma della sentenza di secondo grado.
La Corte di legittimità affermò che devono essere respinti tutti gli argomenti difensivi, dal momento che non era possibile intaccare «la solidità dello zoccolo su cui era stata ricostruita la dolorosissima vicenda».
In particolare:
- la circostanza che l'unico testimone della strage, Mario Frigerio, non abbia subito riconosciuto Olindo non costituisce — per la Corte — un indice sicuro ed inoppugnabile della sua inattendibilità, dovendosi considerare altresì che:[nota 5]

- le domande poste a Mario Frigerio — secondo la difesa "suggestive", nel senso di voler indurre Frigerio ad attribuire il nome di Olindo alla figura che egli aveva visto la sera della strage — non rilevano ai fini della attendibilità della testimonianza dell'unico sopravvissuto:[nota 6]

- le eventuali doglianze sulla presenza della macchia di sangue sull'auto dei coniugi Romano — in particolare, sulla possibilità di "contaminazione" (nel senso che qualcun alcun altro, che in precedenza si trovasse sulla scena del delitto, avrebbe potuto trasportare il materiale ematico sull'autovettura) e sulla carente documentazione scientifica relativa alle operazioni dei rilevamenti esperiti dalla Polizia Giudiziaria — sono del tutto infondate:[nota 7]

- in merito alle confessioni dei due imputati — secondo la difesa pesantemente influenzate dall'operato dei Carabinieri e dei pubblici ministeri, e pertanto inattendibili — la Corte osserva che:[nota 8]

- in merito alla circostanza per cui le due corti di merito abbiano sottovalutato piste alternative, la Corte rileva che:[nota 9]

## Sviluppi e ricorsi giudiziari
Rosa Bazzi sta scontando la pena nel carcere di Bollate, mentre Olindo Romano sta scontando la pena nel carcere di Opera; i due sono autorizzati a incontrarsi una volta al mese.
Già nell'aprile 2011 Marzouk cambiò idea sostenendo che i Romano non fossero i colpevoli.
Nel 2012 Azouz Marzouk, risposatosi nel frattempo in Tunisia, sempre ritenendo i Romano innocenti, affermò di volere per loro la revisione del processo; si scoprì poi successivamente che lo stesso Azouz Marzouk venne querelato dalla famiglia delle vittime per aver violentemente apostrofato, con termini non gentili e non corretti, la stessa famiglia delle vittime.
Nel settembre 2012, Azouz Marzouk intentò un ricorso presso la Corte europea dei diritti dell'uomo (CEDU), in quanto avrebbe rilevato quelli che affermò essere numerosi vizi processuali in cui sarebbero incorsi i giudici in tutti e tre i gradi di giudizio. La Corte europea dichiarò la non ammissibilità del ricorso. Appellato nuovamente dinanzi alla medesima Corte, viene nuovamente rigettato per le medesime motivazioni.
Nel 2012 i due condannati ricorsero dinanzi alla Corte europea dei diritti dell'uomo, la quale respinse il ricorso per assoluto difetto di giurisdizione, rinunciando all'appello.
Nel 2013 il pool di difesa dei coniugi Romano intentò il ricorso volto alla revisione del processo di colpevolezza in base alla normativa vigente prevista in materia di revisione del processo dal codice di procedura penale. 
Nell'agosto 2014 terminò per i due coniugi l'isolamento diurno che fu inflitto loro nei tre gradi di giudizio. Circa un mese dopo, Mario Frigerio, unico sopravvissuto della strage, morì a 73 anni nella sua abitazione a Como dopo una lunga malattia.
Nel marzo 2023 Azouz Marzouk venne condannato per diffamazione a risarcire 70 000 € a Giuseppe e Pietro Castagna, fratelli di Raffaella Castagna, dopo aver suggerito in un'intervista che la famiglia Castagna fosse responsabile della strage.

### Il ricorso alla Corte europea dei diritti dell'uomo
Nel settembre 2012 il Corriere di Como riportò la notizia del ricorso — già annunciato dopo la condanna definitiva in Cassazione — esperito dai due condannati alla Corte europea dei diritti dell'uomo nel marzo dello stesso anno, in cui, a detta della difesa, rilevarono numerosi vizi processuali in cui sarebbero incorsi i giudici in tutti e tre i gradi di giudizio, lesivi del diritto di difesa degli imputati nel corso del procedimento penale. In realtà, come evidenziato dalla Convenzione europea per la salvaguardia dei diritti dell'uomo e delle libertà fondamentali, il diritto all'effettività di difesa viene declinato autonomamente nei vari ordinamenti giuridici interni, pertanto non è possibile procedere alla disapplicazione della norma vigente nell'ordinamento giuridico interno in favore della norma della Convenzione, in quanto per la sua applicazione, la medesima convenzione si richiama all'ordinamento giuridico interno dei singoli Stati. Il ricorso sarà dichiarato non ammissibile per assoluto difetto di giurisdizione. La difesa rinunciò al ricorso successivo presso la medesima Corte in quanto non ritenne probabile un esito favorevole del medesimo. Si esaurirono pertanto le possibilità di ricorso presso organi sovranazionali. 
Pochi mesi prima anche Azouz Marzouk — reputando contraddittori alcuni passaggi delle sentenze di condanna — diede mandato al suo avvocato di esperire il ricorso presso la medesima Corte. In due differenti sentenze, la Corte europea dei diritti dell'uomo (CEDU) dichiarò non ammissibile il ricorso presentato dal legale di Azouz Marzouk per esercizio abusivo del diritto di agire, in quanto non figura come parte lesa, ed ai sensi proprio dell'ordinamento, possono ricorrere alla Corte solo coloro che ritengano di essere vittima di una violazione da parte dello Stato di uno dei diritti e delle garanzie riconosciuti dalla Convenzione o dai suoi protocolli, inoltre dichiarò non ammissibile il successivo ricorso alla medesima Corte per le medesime motivazioni.

### Le richieste di revisione del processo
Nel 2013 il pool difensivo dei Romano — composto dagli avvocati Fabio Schembri e Luisa Bordeaux — manifestò la possibilità di richiedere la revisione del processo, in base alla normativa vigente prevista dal codice di procedura penale, in particolare, a detta della difesa:
- sulla base delle dichiarazioni di Azouz Marzouk che, dopo il processo, ritiene la coppia condannata ingiustamente,[19][32] provocando, tra l'altro, l'indignazione del parente delle vittime Carlo Castagna;[33]
- sulla pista — mai battuta in precedenza — che vede come colpevoli della strage persone appartenenti a cosche della criminalità organizzata ('Ndrangheta), comunque di nazionalità non araba. Questa ipotesi venne riferita alla madre di Azouz Marzouk da un uomo, all'epoca non meglio identificato, che andò in Tunisia a riferire questa particolare circostanza;[34]
- sulla base delle sommarie informazioni (mai prese in considerazione) rese dal testimone Ben Brahim Chemcoum,[35] all'epoca dei fatti escusso dai Carabinieri di Erba, che riferiva — cinque giorni dopo la strage — di «aver visto, intorno all'ora della mattanza, due persone di fronte alla corte di via Diaz dove, dopo gli omicidi, era stato appiccato il fuoco».[36] Il giorno di Natale, tale Chemcoum era tornato dai Carabinieri raccontando di «aver visto "un tunisino e un italiano" con "una berretta", voci che gridavano "assassino" e "aiutatemi", di un uomo dal "passo affrettato" che gli pareva un "matto" e di "benzina". Il tunisino indicò addirittura una delle persone viste, senza farne il nome, come "il fratello della morta" e cioè di Raffaella Castagna, moglie di Azouz».[36]

Gli avvocati presentarono un'istanza per chiedere nuovi accertamenti, ma le procure di Como e Brescia si dichiararono "non competenti". Nell'aprile del 2017 la Cassazione ammise il riesame di sette elementi di prova presso la Corte d'appello di Brescia, concedendo a tale Corte la facoltà di effettuare un incidente probatorio. Dopo che il legale chiese la proroga sulla distruzione delle prove, il pubblico ministero chiese invece a luglio la distruzione di tali reperti non esaminati, che venne bloccata però dal tribunale su sollecitazione dell'avvocato dei Romano. Nella mattinata del 12 luglio 2018, sulla base di un'ordinanza emessa dalla Corte di cassazione, la totalità dei reperti non ancora analizzati, parte di questi, quelli in custodia presso l'Ufficio corpi di reato del Tribunale di Como, vennero conferiti da un cancelliere ad un inceneritore del capoluogo che, contestualmente, ne effettuò la distruzione. Una parte dei reperti, in possesso della difesa, è stata conservata presso l'Università di Pavia. In varie sentenze del 2018, la Corte di cassazione rigettò ripetutamente la richiesta di procedere all'esame dei reperti mai analizzati, non ravvisando a tal proposito alcuna utilità o scopo: una delle nuove prove consisteva, ad esempio, in un cellulare Motorola di cui era già nota l'appartenenza, ovvero alla vittima Raffaella Castagna.
Nell'aprile 2023 il sostituto procuratore generale di Milano Cuno Tarfusser presentò una nuova richiesta di revisione del processo, sostenendo che la deposizione del testimone Mario Frigerio non fosse attendibile, che la traccia di DNA trovata sul battitacco di Olindo Romano potrebbe essere dovuta a contaminazione avvenuta durante le indagini, e che le confessioni dei coniugi Romano contenessero un numero troppo elevato di errori per essere credibili.   
A luglio la procuratrice generale Francesca Nanni comunicò di aver deciso di non porre seguito all'istanza e mosse un procedimento disciplinare contro Tarfusser in quanto in base al documento organizzativo dell'ufficio solo l'avvocato generale e il procuratore generale erano titolati alla richiesta di revisione. Nel gennaio 2024 l'istanza di revisione venne ammessa alla discussione dinanzi la Corte d'appello di Brescia con inizio delle udienze nel marzo 2024. Il 10 luglio 2024 la Corte d'appello di Brescia decise definitivamente di non procedere con un nuovo processo, respingendo la richiesta di revisione poiché gli elementi portati dalla difesa non costituivano nuove prove.
Il 10 marzo 2025, la Cassazione confermò la censura del CSM per Tarfusser che chiese la revisione del processo, accusato di aver agito in autonomia mancando ai "doveri di imparzialità e correttezza" per aver depositato di propria iniziativa la richiesta, "in palese violazione del documento organizzativo dell'ufficio" che assegna questa facoltà soltanto al procuratore generale presso la Corte d'appello o al suo vice e "aver agito come fosse l'avvocato della coppia e chiedendo la revisione da solo per avere visibilità mediatica".
Il 25 marzo, la Cassazione chiuse il caso respingendo il ricorso dei difensori che chiesero la riapertura del caso, con sentenza già dichiarata "inammissibile" in appello e sancendo de facto la fine della controversia legata alla colpevolezza dei coniugi, poiché le cosiddette nuove prove furono considerate mere congetture e astratte.

## Le vittime
- Paola Galli (57 anni), madre di Raffaella Castagna e suocera di Azouz Marzouk.
- Raffaella Castagna (30 anni), moglie di Azouz Marzouk.
- Youssef Marzouk (2 anni), figlio di Raffaella Castagna e di Azouz Marzouk.
- Valeria Cherubini (55 anni), vicina di casa e moglie di Mario Frigerio.

## La strage di Erba nella cultura di massa

### Podcast
- Indagini: Erba, 11 dicembre 2006 (2022), podcast in due puntate a cura di Stefano Nazzi.[50]
- DPEN Crimini: La strage di Erba (2021), podcast in quattordici puntate a cura di Luca Pallavidino.
- Demoni Urbani: La repubblica di Rosa e Olindo (2020), podcast de Gli Ascoltabili a cura di Gianluca Chinnici e Giuseppe Paternò Raddusa.[51]

### Influenze nella cultura di massa
Alla vicenda sono state dedicate: la 15ª puntata della quarta stagione della serie televisiva R.I.S. - Delitti imperfetti, andata in onda su Canale 5; la prima puntata della prima stagione della serie Tutta la verità, andata in onda sul canale Nove; la 23ª puntata dell'ottava stagione della serie televisiva La squadra, andata in onda su Rai 3; l'87ª puntata di Storie maledette, in edizione speciale, andata in onda su Rai 3 con ospiti Pietro e Beppe Castagna (figli, fratelli e zii delle vittime). Inoltre, alla strage sono stati dedicati più episodi de Le Iene presentano: Inside, condotto dal giornalista Antonino Monteleone che negli anni si è occupato del caso.
Olindo e Rosa vengono citati nei seguenti brani:
- In gabbia di M¥SS KETA
- Killer Star di Immanuel Casto[53]
- Storia di un imprecato di Bonnot ft. Caparezza, Tino Tracanna e Paolo Fresu
- Su le Mani di Fabri Fibra
- Lewandowski II [54] di Ernia
- L'Erba di Grace di Salmo
- Rosa e Olindo di Colapesce Dimartino
- La Profezia dell'armadillo di Zerocalcare, al capitolo "Pattini"
- GTA VI di Dani Faiv, MadMan e Mattak